# Sławomir Kursa
Sławomir Patrycjusz Kursa (ur. 17 października 1978 r.) – polski prawnik, radca prawny, doktor habilitowany nauk prawnych, profesor nadzwyczajny Uniwersytetu SWPS, specjalista w zakresie prawa rzymskiego i prawa cywilnego.

## Życiorys
W 2002 roku ukończył studia prawnicze na Wydziale Prawa w Wyższej Szkole Handlu i Prawa im. Ryszarda Łazarskiego w Warszawie. W 2008 roku uzyskał na tej samej Uczelni stopień naukowy doktora nauk prawnych na podstawie rozprawy doktorskiej pt. Wydziedziczenie w prawie justyniańskim napisanej pod kierunkiem ks. prof. dra. hab. Floriana Lempy. Był zatrudniony jako asystent, a następnie jako adiunkt na Uczelni im. R. Łazarskiego oraz na Uniwersytecie Warmińsko-Mazurskim w Olsztynie. Od 2009 r. pracuje na Wydziale Prawa Uniwersytetu SWPS w Warszawie, gdzie jest zatrudniony na stanowisku profesora nadzwyczajnego, pełni funkcję prodziekana. Prowadzi zajęcia z prawa rzymskiego, prawa cywilnego i prawa nieruchomości.

## Publikacje
- Otwarcie testamentu w prawie rzymskim, Wydawnictwo Uniwersytetu Jagiellońskiego, Kraków 2019
- Wykonanie testamentu w prawie rzymskim, C.H. Beck, Warszawa 2019
- Testator i formy testamentu w rzymskim prawie justyniańskim, Wolters Kluwer, Warszawa 2017
- La diseredazione nel diritto giustinianeo, Cacucci Editore, Bari 2012